# Castúo
Le castúo est le nom local donné aux dialectes du castillan parlés en Estrémadure ; il se distingue de l'estrémègne, qui est généralement rattaché à l'astur-léonais. La dénomination de Castúo a été forgée par le poète Luis Chamizo Trigueros lorsqu'il publia El Miajón de los Castúos (1921), dans lequel il évoquait le parler rural de sa province natale.